# Joseph Massad

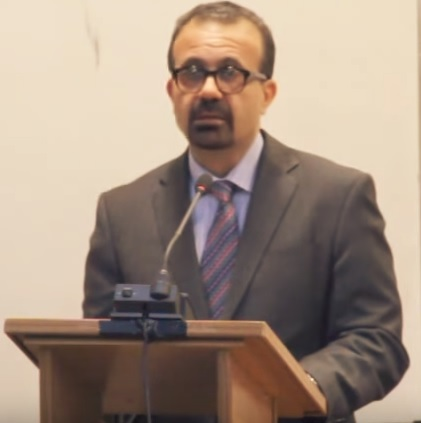
Joseph Massad

Joseph Andoni Massad (* 1963) ist ein Associate Professor für zeitgenössische arabische Politik am Department of Middle Eastern, South Asian, and African Studies der Columbia University.

## Werke
- Joseph A. Massad: Colonial effects: the making of national identity in Jordan. Columbia University Press, New York 2001, ISBN 0-231-12322-1 (englisch).
- Joseph A. Massad: The Persistence of the Palestinian Question: Essays on Zionism and the Palestinians. Routledge, London 2006, ISBN 0-415-77010-6 (englisch).
- Joseph A. Massad: Desiring Arabs. University of Chicago Press, Chicago 2007, ISBN 978-0-226-50958-7 (englisch).